# ポスターカラー

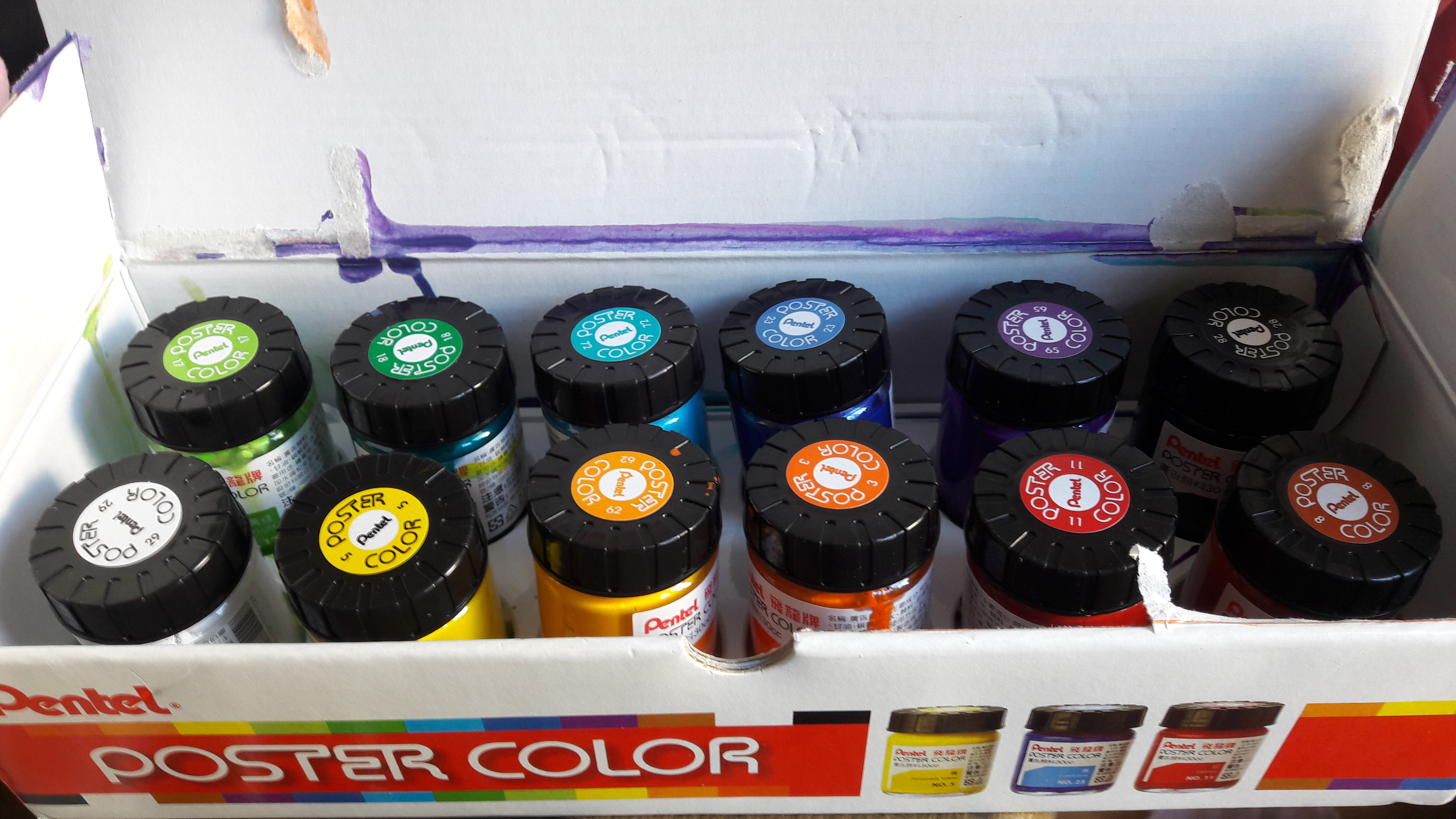
ぺんてるのポスターカラー（12色セット）

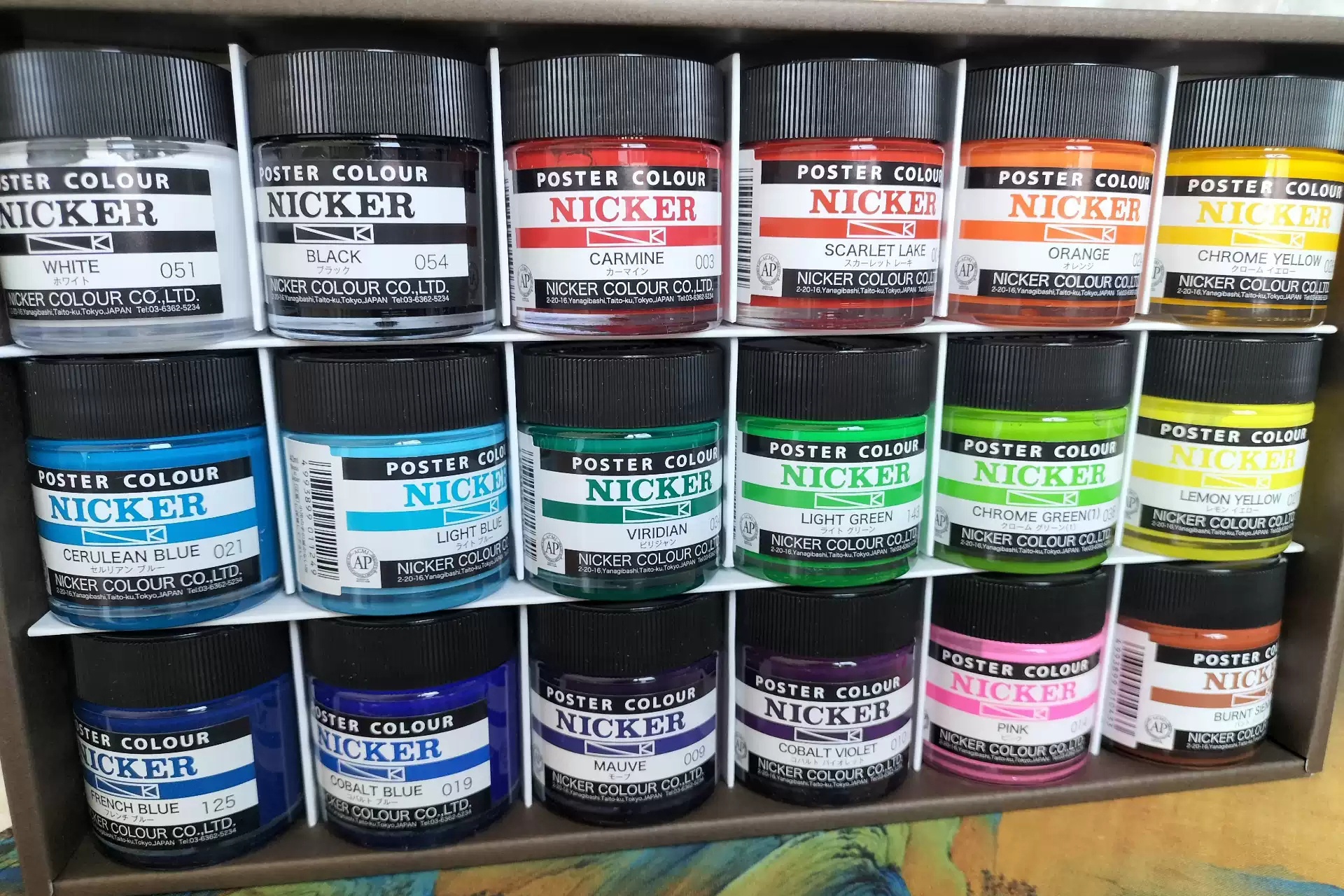
ニッカー絵具のポスターカラー（18色セット）

ポスターカラー（英語: Poster color、Poster paint）は、不透明水彩絵具の一種。ポスターにも使用される。
バインダー（固着材）に水溶性のアラビアガムを使用したが、ポスターカラーはアラビアガムの量が不透明水彩のガッシュと比べて多い。乾燥後も水で溶けている。

## 特徴
不透明で、高彩度の発色が特徴である。下地が乾いた状態で重ね塗りをすると、下地の色をほぼ完全に隠すことが出来る。水分量を増やしても不透明さは失われず、広い面でもムラなく塗れる点ではガッシュと同様であるが、安価な顔料や、バインダー（固着材）として比較的安価なデキストリンなどが使われているため低価格で、学校の美術教育やアニメーション製作など大量に使う場面に適している。アニメーション美術・背景画で使われているのはニッカー絵具株式会社のポスターカラーである。名前の通りポスターにも使われるが耐水性がないため、直接風雨に晒される場所での掲示にはポスターカラーより耐水性のあるアクリルガッシュが適する。プラスチック表面にも描画できる、工作用ポスターカラーも市販されている。